# Andrzej Rej (zm. 1664)
Andrzej Rej herbu Oksza z Nagłowic (zm. 1664) – działacz kalwiński, stolnik lubelski, starosta małogoski w latach 1659–1661. Był dziedzicem miasta Oksy oraz posiadał Kossów, Nagłowice, Pawęzów i Błogoszów, syn Marcina Reja i Urszuli Ujejskiej, prawnuk wybitnego poety i prozaika Mikołaja Reja z Nagłowic. W jego włościach odbywały się synody kalwinów małopolskich.
- Mikołaj Rej, zm. 1569
  - Andrzej Rej (zm. 1601)
    - Marcin Rej (zm. 1635)
      - Andrzej Rej, zm. 1664 – stolnik lubelski, starosta małogoski